# Ljubomir Ljubojević
Ljubomir Ljubojević (en serbio: Љубомир Љубојевић; nacido el 2 de noviembre de 1950 en Užice, Yugoslavia, actual Serbia) es un ajedrecista serbio.
Consiguió el título de Maestro Internacional en 1970 y el de Gran Maestro en 1971.
Fue campeón de Yugoslavia en 1977 (cocampeón) y en 1982.
En el inicio de la década de 1980, alcanzó la tercera colocación en la clasificación Elo en 1983, aunque nunca logró acceder a la etapa de los torneos de candidatos al título mundial de ajedrez.
Triunfó (solo o compartido) en los siguientes torneos:
- Palma de Mallorca 1971
- Olot 1972
- Las Palmas 1975
- Manila 1975
- Wijk ann Zee 1976
- San Pablo 1979
- Buenos Aires 1979
- Linares 1985
- Reggio Emilia 1985
- Belgrado 1987
- Bruselas 1987
- Barcelona 1989
- Reggio Emilia 1991
- Villarrobledo 1994 y 1995.

Ha derrotado a casi todos los grandes maestros de primer nivel, incluyendo al campeón mundial Anatoli Kárpov.
Tiene un Elo de 2571 (octubre de 2017). Representa internacionalmente a Serbia, pero, casado con una linarense, vive en Linares, España.